# Aeropuerto Internacional de Almaty
El Aeropuerto Internacional de Almatý (en kazajo: Халықаралық Алматы Әуежайы, en ruso: Международный Аэропорт Алматы) (código IATA: ALA - código ICAO: UAAA) es un aeropuerto situado a 18 km del centro de Almatý, la segunda ciudad más poblada por detrás de la capital de Kazajistán Astaná y segunda ciudad comercial de Kazajistán. Es el segundo principal aeropuerto del país, solo por detrás del aeropuerto internacional de Astaná.

## Aerolíneas y destinos
| Aerolíneas                     | Destinos |
| ------------------------------ | --- |
| Air Arabia                     | Sharjah |
| Air Astana                     | Aktau, Aktobé, Ámsterdam, Antalya, Atyrau, Bakú, Bangkok-Suvarnabhumi, Pekín-Capital, Biskek-Manas, Delhi, Dubái, Fráncfort, Estambul-Atatürk, Karaganda, Kostanay, Kuala Lumpur, Kyzylorda, Moscú-Sheremétievo, Nursultán, Oral, Oskemen, Pavlodar, Seúl-Incheon, Shymkent, Urumqi |
| airBaltic                      | Riga |
| Asia Wings                     | Kokshetau, Petropavlovsk |
| Asiana Airlines                | Seúl-Incheon |
| Avia Traffic Company           | Biskek, Osh |
| Bulgaria Air                   | Burgas |
| China Southern Airlines        | Urumqi |
| Czech Airlines                 | Praga |
| Donbassaero                    | Kiev-Boryspil |
| EgyptAir                       | El Cairo [finalizó] |
| Etihad Airways                 | Abu Dabi |
| FlyArystan                     | Semipalatinsk |
| Hainan Airlines                | Pekín-Capital |
| Irtysh Air                     | Karaganda, Kostanay, Kyzylorda, Pavlodar, Oskemen |
| Kam Air                        | Kabul |
| KLM                            | Ámsterdam |
| Lufthansa                      | Frankfurt |
| Mahan Air                      | Teherán-Imán Jomeiní |
| Qatar Airways                  | Doha-HIA |
| Rossiya                        | S. Petersburgo |
| S7 Airlines                    | Novosibirsk |
| SCAT                           | Aktau, Antalya, Bodrum, Dusambé, Kokshetau, Kostanay, Nursultán, Petropavl, S. Petersburgo, Semey, Sharm el-Sheikh, Shymkent, Taraz, Taskent |
| Semeyavia                      | Semey |
| Sky Airlines                   | Antalya |
| Tajik Air                      | Dusambé |
| Turkish Airlines               | Estambul-Atatürk |
| Turkmenistan Airlines          | Asjabad |
| Ukraine International Airlines | Kiev-Boryspil |
| Uzbekistan Airways             | Taskent |